# Neotraginis
Els neotraginis (Neotragini) són una tribu d'antílops africans. Inclouen els gèneres i les espècies següents:
- Dorcatragus
  - Beira Dorcatragus megalotis
- Madoqua
  - Dic-dic de Günther Modoqua guntheri
  - Dic-dic de Kirk Madoqua kirkii
  - Dic-dic de Piacentini Madoqua piacentinii
  - Dic-dic de Salt Madoqua saltiana
- Neotragus
  - Antílop nan de Bates Neotragus batesi
  - Suni Neotragus moschatus
  - Antílop reial Neotragus pygmaeus
- Oreotragus
  - Antílop salta-roques Oreotragus oreotragus
- Ourebia
  - Oribí Ourebia ourebi
- Raphicerus
  - Raficer comú Raphicerus campestris
  - Raficer del Cap Raphicerus melanotis
  - Raficer de Sharpe Raphicerus sharpei